# Valentin Lah
Valentin Lah, slovenski rimskokatoliški duhovnik in nabožni pisatelj, * 9. februar 1833, Komenda, † 24. maj 1886, Bosanska Dubica.

## Življenjepis
Rojen očetu Antonu in materi Mariji (rojena Janko). Lah je bil 30. julija 1857 posvečen v duhovnika. Nato je nastopil službo kaplana v Metliki, Šmarju pri Grosuplju, Radovljici in Šmartnem pri Kranju. Odtod je šel jeseni 1873 k trapistom v Banja Luko, od njih pa k resurekcionistom in odpotoval v Odrin, Carigrad in Rim. Zaradi bolehnosti se je vrnil domov, v maju 1877 prišel za kaplana v Dol pri Ljubljani, jeseni istega leta za kurata v žensko kaznilnico v Begunjah, od 1879 do 1881 je bil kaplan v Naklem. Jeseni 1881 je dobil od škofa Pogačarja odpustne listine in šel v Bosno ter bil dušni pastir v Dubici. Umrl je kot žrtev roparskega napada.

## Književno delo
Lah je začel pisati že kot dijak Alojzijevišča in tekste objavljati v listu Daničica. Med študijem teologije je po A. Schlöru priredil knjižico Sv. Alojzij ali šestnedeljna pobožnost v čast sv. Alojzija (Ljubljana, 1856, 1861, 1867, 1874, 1888; prve tri izdaje anonimno), v kaplanskih letih pa je izdal molitvenika Pobožni otrok (Lj. 1862, 1865) in Krščanski posel (Lj. 1872).  Ko je bil kurat v Begunjah, je objavil v časopisu Archiv für kath. Kirchenrecht latinsko pisani razpravi o bolgarskem carju Borisu (1878) in o njegovih naslednikih do 1019 (Lj., 1879).